# Naturalisation au handball
Cet article porte sur la naturalisation au handball. Il a pour objectif de dresser une liste non exhaustive de joueurs et joueuses de handball ayant été naturalisés et ainsi ayant évolué dans l'équipe nationale de leur pays d'adoption après avoir évolué dans l'équipe nationale de leur pays d'origine. À noter qu'il n'y a pas de nationalité sportive en handball, seule la nationalité traditionnelle liée au passeport compte. 
Chez les hommes, l'exemple le plus célèbre est l'équipe nationale du Qatar qui est vice-champion du monde en 2015 avec une équipe formée de joueurs dont la plupart ont été naturalisés peu de temps auparavant tel Bertrand Roiné, champion du monde en 2011 avec la France. Un second exemple marquant concerne Talant Dujshebaev élu meilleur handballeur mondial de l'année en 1994 en tant que Russe puis en 1996 en tant qu'Espagnol. Enfin, l'IHF a permis à la Guinée de naturaliser 15 joueurs (13 joueurs nés en France, un à Madagascar, un en Côte d'Ivoire) peu de temps avant le Championnat d'Afrique des nations 2020.
Chez les femmes, l'exemple le plus caractéristique est l'Autriche qui a naturalisé dans les années 1990 de nombreuses joueuses, en particulier soviétiques et yougoslaves.
Remarque : ne sont pas considérés les joueurs nés à l'étranger mais ayant grandi et/ou ayant été formé dans leur pays d'adoption (par exemple Nikola Karabatic) ni les entraîneurs ayant acquis une nouvelle nationalité après leur retraite sportive (par exemple Zvonimir Serdarušić). De plus, les joueurs ayant évolué pour l'URSS ou la Yougoslavie ne sont pas considérés comme ayant changé de nationalité à la suite de la dislocation de ces pays (par exemple Talant Dujshebaev qui a évolué pour la Russie bien qu'étant né au Kirghizistan).

## Règlement IHF
Concernant les joueurs d'équipe nationale, l'article 6.3 (« Changer l'autorisation de jouer pour une fédération nationale ») du « Code d'admission pour joueurs de handball » de la Fédération internationale de handball du 1er juillet 2019 stipule que les joueurs ayant plus d'une nationalité peuvent changer de nationalité sportive, même après avoir représenté une autre équipe nationale sénior, à la condition de :
- 6.3.1 Conditions
  1. avoir la nationalité du pays pour lequel ils jouent (article 6.1.a), et
  2. avoir vécu sur le territoire de la fédération concernée pendant plus de 36 mois consécutifs, et
  3. trois ans avant leur convocation pour l'équipe nationale en question, n'avoir joué dans aucune équipe nationale d'un autre pays lors d'un match officiel. Sont considérés comme matchs officiels les matchs (y compris de qualification) d'un Championnat continental, d'un Championnat du monde et des Jeux olympiques ainsi que d'autres compétitions reconnues par la Fédération Internationale de Handball.
- 6.3.2 - Limitation par équipe nationale. Une équipe nationale jouant un match officiel de la Fédération Internationale de Handball doit être composée d'au maximum deux joueurs ayant changé de nationalité sportive sur la base de l'article 6.3.1.
- 6.3.3 - Cas particulier. Dans des circonstances exceptionnelles, le Comité Exécutif de l'IHF peut autoriser, au cas par cas, que des joueurs intègrent l'équipe nationale d'une fédération nationale « émergente », à condition qu'ils n'aient pas joué dans leur ancienne équipe nationale durant les trois dernières années et que cette action se déroule dans l'intérêt du développement du handball dans le pays concerné. Ces joueurs devront faire partie d'une équipe nationale d'une « grande fédération nationale » et leur ancienne fédération nationale devra être consultée lors du processus, avant la décision du Comité Exécutif.

Remarques :
- La durée minimale avant de changer de sélection était plus courte dans le passé :
  - elle était vraisemblablement d'un an dans les années 1980. Par exemple, Jasna Merdan-Kolar est championne olympique en août 1984 avec la Yougoslavie puis participe avec l'Autriche au Championnat du monde B en décembre 1985.
  - elle était de deux ans dans les années 1990. Par exemple, Talant Dujshebaev est champion du monde en mars 1993 avec la Russie puis participe avec l'Espagne au Championnat du monde en Islande en mai 1995[4].
- Avant 2019, il n'y avait pas de critères stipulant d'avoir vécu sur le territoire de la fédération concernée pendant plus de 36 mois consécutifs ni de critère limitant le nombre de joueurs naturalisés par équipe (article 6.3.2). Ainsi, Danijel Šarić a pu participer au championnat du monde 2015 avec le Qatar sans avoir vécu dans le pays. À l'inverse, les anciennes internationales françaises Gnonsiane Niombla et Dounia Abdourahim ne sont pas autorisées par l'IHF à évoluer pour l'équipe du Sénégal au championnat du monde 2023[5]
- Si un joueur décide de jouer dans une équipe nationale sénior après avoir représenté la fédération nationale de l'autre pays dont il a la nationalité dans la catégorie jeunesse et/ou junior, il est dans l'obligation de respecter un délai d'attente de six mois entre sa dernière sélection en équipe jeunes ou junior et sa première sélection en équipe sénior (article 6.2.2.2).

## Joueurs naturalisés
| Joueur                  | Origine              | Nationalisation | Année | Remarques |
| ----------------------- | -------------------- | --------------- | ----- | --- |
| Youssef Benali          | Tunisie              | Qatar           | 2014  | Vice-champion du monde en 2015 avec le Qatar |
| Rafael Capote           | Cuba                 | Qatar           | 2014  | Vice-champion du monde en 2015 avec le Qatar |
| Sergueï Chelmenko       | Ukraine              | Russie          | 2011  | |
| Sergueï Gorbok          | Biélorussie          | Russie          | 2011  | |
| Jovo Damjanović         | Monténégro           | Qatar           | 2014  | Vice-champion du monde en 2015 avec le Qatar |
| Ivo Díaz (de)           | Cuba                 | Hongrie         | 2003  | |
| Talant Dujshebaev       | Russie               | Espagne         | 1995  | élu meilleur handballeur de l'année en 1994 en tant que Russe et en 1996 en tant qu'Espagnol |
| Julián Duranona         | Cuba                 | Islande         | 1996  | meilleur buteur du Championnat du monde 1990 avec Cuba |
| Nikola Eklemović (de)   | Serbie-et-Monténégro | Hongrie         | 2008  | |
| Julio Fis               | Cuba                 | Espagne         | 2005  | |
| Jaliesky García (de)    | Cuba                 | Islande         | 1999  | |
| Andrej Golić            | Bosnie-Herzégovine   | France          | 1998  | n'a jamais joué pour l'équipe nationale de Bosnie-Herzégovine |
| Mahmoud Hassab Alla     | Égypte               | Qatar           | 2014  | Vice-champion du monde en 2015 avec le Qatar |
| Iman Jamali             | Iran                 | Hongrie         | 2015  | |
| Andrej Klimovets        | Biélorussie          | Allemagne       | 2005  | |
| Milorad Krivokapić (en) | Serbie               | Hongrie         | 2009  | |
| Hassan Mabrouk          | Égypte               | Qatar           | 2012  | Vice-champion du monde en 2015 avec le Qatar |
| Hamad Madadi            | Iran                 | Qatar           | 2014  | Vice-champion du monde en 2015 avec le Qatar |
| Žarko Marković          | Monténégro           | Qatar           | 2014  | Vice-champion du monde en 2015 avec le Qatar |
| Frankis Marzo           | Cuba                 | Qatar           | 2018  | Meilleur buteur du championnat du monde 2021 avec le Qatar |
| Eldar Memišević         | Bosnie-Herzégovine   | Qatar           | 2014  | Vice-champion du monde en 2015 avec le Qatar |
| Mohamed Mokrani         | France               | Algérie         | 2010  | 2 sélections en équipe de France |
| Dragan Pechmalbec       | France               | Serbie          | 2021  | se met à disposition de la Serbie en 2021 après 3 sélections avec la France en 2018 |
| Carlos Pérez            | Cuba                 | Hongrie         | 2002  | Nommé dans l'élection du meilleur handballeur de l'année en 1997, 1998 et 2004 |
| Alexander Petersson     | Lettonie             | Islande         | 2004  | |
| Nenad Puljezević (de)   | Serbie-et-Monténégro | Hongrie         | 2007  | Médaillé de bronze au Mondial 2001 avec RF Yougoslavie |
| Vladimir Rivero         | Cuba                 | Hongrie         | 2003  | |
| Bertrand Roiné          | France               | Qatar           | 2014  | Champion du monde en 2011 avec la France puis vice-champion du monde en 2015 avec le Qatar |
| Siarhei Rutenka         | Biélorussie          | Slovénie        | 2004  | En 2008, il renonce à la nationalité slovène et obtient la nationalité espagnole, mais n'est pas autorisé par le CIO à participer aux JO de Pékin. En 2010, il choisit finalement de jouer à nouveau pour la Biélorussie. |
| Siarhei Rutenka         | Slovénie             | Biélorussie     | 2010  | En 2008, il renonce à la nationalité slovène et obtient la nationalité espagnole, mais n'est pas autorisé par le CIO à participer aux JO de Pékin. En 2010, il choisit finalement de jouer à nouveau pour la Biélorussie. |
| Danijel Šarić           | Bosnie-Herzégovine   | Qatar           | 2014  | Vice-champion du monde en 2015 avec le Qatar |
| Mario Šoštarič (en)     | Slovénie             | Croatie         | 2023  | 4e à l'Euro 2020 avec la Slovénie puis participe aux JO 2024 avec la Croatie |
| Arpad Šterbik           | Serbie               | Espagne         | 2008  | élu meilleur handballeur de l'année en 2005 en tant que Serbe |
| Goran Stojanović        | Monténégro           | Qatar           | 2014  | Vice-champion du monde en 2015 avec le Qatar |
| Alexandre Toutchkine    | Biélorussie          | Russie          | 1998  | champion olympique en 1988 avec l'URSS puis en 2000 avec la Russie |
| Rolando Uríos           | Cuba                 | Espagne         | 2004  | meilleur buteur du Championnat du monde 1999 avec Cuba |
| Oleg Velyky             | Ukraine              | Allemagne       | 2004  | meilleur buteur du Championnat d'Europe 2000 avec l'Ukraine |
| Bogdan Wenta            | Pologne              | Allemagne       | 1997  | Son changement de nationalité suscita une grande controverse en Pologne |
| Andrei Xepkin           | Ukraine              | Espagne         | 1997  | recordman de victoires en Ligue des champions |
| Vytautas Žiūra          | Lituanie             | Autriche        | 200x  | élu à 6 reprises meilleur joueur du championnat d'Autriche |

## Joueuses naturalisées
| Joueuse                         | Origine            | Naturalisation       | Année  | Remarques |
| ------------------------------- | ------------------ | -------------------- | ------ | --- |
| Gorica Aćimović                 | Bosnie-Herzégovine | Autriche             | 2007   | |
| Alexandrina Barbosa             | Portugal           | Espagne              | 2012   | |
| Stanka Božović                  | Yougoslavie        | Autriche             | 1990 ? | Troisième meilleure marqueuse de l'équipe d'Autriche                                                                               |
| Doungou Camara                  | France espoir      | Sénégal              | 2015   | A conduit à la disqualification du Sénégal à la CAN 2016 pour non-respect du délai de trois ans pour pouvoir changer de sélection. |
| Mihaela Ciobanu                 | Roumanie           | Espagne              | 200?   | |
| Nataliya Derepasko              | Ukraine            | Slovénie             | 200?   | Meilleure marqueuse du Mondial 1995 avec l'Ukraine                                                                                 |
| Slavica Đukić (en)              | Yougoslavie        | Autriche             | 1990 ? | A participé aux JO 84 (médaille d’or) et 88 avec la Yougoslavie puis 92 avec l’Autriche                                            |
| Tatjana Dschandschgawa          | Union soviétique   | Autriche             | 1995   | A participé aux JO 88 avec l'URSS (bronze), 92 avec l'équipe unifiée (bronze) et 2000 avec l'Autriche (5e)                         |
| Csilla Elekes (en)              | Hongrie            | Allemagne            | 1990 ? | Nommée à l'élection de la meilleure handballeuse de l'année 1988 puis Vice-championne d'Europe 1994 avec l'Allemagne               |
| Milena Foltýnová-Gschiessl (no) | Tchécoslovaquie    | Autriche             | 198?   | 5e des JO 80 avec la Tchécoslovaquie puis 6e des JO 84 avec l'Autriche.                                                            |
| Ausra Fridrikas                 | Lituanie           | Autriche             | 1995   | élue meilleur handballeuse mondiale de l'année en 1999                                                                             |
| Florentina Grecu-Stanciu        | Roumanie           | Islande              | 201?   | |
| Mélinda Jacques-Szabo           | Hongrie            | France               | 2000   | |
| Kerstin Jönßon (de)             | Allemagne          | Autriche             | 198x   | 4e aux JO de 1984 avec l'Allemagne puis 5e aux JO de 1992 avec l'Autriche                                                          |
| Gabriella Kindl (en)            | Hongrie            | Monténégro           | 2009   | championne d'Europe 2000 et médaillée de bronze au mondial 2005 avec la Hongrie                                                    |
| Larissa Kisseliova (en)         | Union soviétique   | Macédoine            | 199x   | Médaillée de bronze aux JO avec équipe unifiée puis participe au CM 97 avec la Macédoine                                           |
| Jasna Merdan-Kolar              | Yougoslavie        | Autriche             | 1986   | Championne olympique en 1984 avec la Yougoslavie                                                                                   |
| Sorina Lefter-Teodorović (ro)   | Roumanie           | Autriche             | 199?   | |
| Elena Leonte (de)               | Roumanie           | Allemagne de l'Ouest | 198?   | Est restée en RFA après le Mondial B 1985                                                                                          |
| Tanja Logvin                    | Ukraine            | Autriche             | 1997   | |
| Edit Matei (ro)                 | Roumanie           | Autriche             | 199?   | |
| Ioulia Managarova               | Ukraine            | Russie               | 2017   | Vice-championne d'Europe en 2018 avec la Russie                                                                                    |
| Natalia Morskova                | Union soviétique   | Espagne              | 1998   | Double championne du monde avec l'URSS, meilleure marqueuse du mondial 1986 et des JO 1992                                         |
| Svetlana Mugoša-Antić           | Yougoslavie        | Autriche             | 199?   | Championne olympique en 1984 et vice-championne du monde (meilleur pivot) en 1990 avec la Yougoslavie                              |
| Marianna Nagy                   | Hongrie            | Autriche             | 198?   | élue 5 fois meilleure handballeuse hongroise de l'année                                                                            |
| Elena Nemachkalo (en)           | Union soviétique   | Croatie              | 1995   | Championne du monde 1990 avec l'URSS, 2e meilleure marqueuse de l'Euro 1996 avec la Croatie                                        |
| Julija Nikolić                  | Ukraine            | Macédoine            | 2004   | |
| Gnonsiane Niombla               | France             | Sénégal              | 2023   | Non autorisée à participer au Mondial 2023 avec le Sénégal                                                                         |
| Katja Nyberg                    | Finlande           | Norvège              | 2001   | |
| Lina Olsson Rosenberg           | Suède              | Norvège              | 2002   | Élue meilleure handballeuse suédoise de la saison en 1996-97                                                                       |
| Ramúne Pekarskyté               | Lituanie           | Islande              | 2012   | |
| Irina Popova                    | Russie             | France               | 1995   | 80 sélections avec l'URSS |
| Mariann Rácz                    | Hongrie            | Autriche             | 1990   | Vice-championne du monde en 1982 avec la Hongrie puis 5e aux JO de 1992 avec l'Autriche                                            |
| Vesna Radović (en)              | Yougoslavie        | Autriche             | 198?   | Vice-championne olympique en 1980 avec la Yougoslavie puis 6e aux JO de 1984 avec l'Autriche                                       |
| Bojana Radulovics               | RF Yougoslavie     | Hongrie              | 1999   | élue meilleur handballeuse mondiale de l'année en 2000 et 2003                                                                     |
| Ingrida Radzevičiūtė (de)       | Lituanie           | Allemagne            | 1998   | |
| Natalia Rusnachenko             | Union soviétique   | Autriche             | 1992   | Médaillée de bronze aux Jeux olympiques 1988                                                                                       |
| Gabriella Szűcs (handball) (en) | Hongrie            | Roumanie             | 2015   | Médaillée de bronze aux Championnats du monde 2005 avec la Hongrie puis 2015 avec la Roumanie                                      |
| Krisztina Triscsuk              | Russie             | Hongrie              | 2010 ? | |
| Teresa Zielewicz (pl)           | Pologne            | Autriche             | 198?   | 63 sélections et 170 buts pour la Pologne puis 8e meilleure buteuse des JO 84 avec l'Autriche.                                     |
| Darly Zoqbi de Paula            | Brésil             | Espagne              | 2015   | |
| Teresa Żurowski (de)            | Pologne            | Autriche             | 1987   | |